# Державна премія УРСР імені Тараса Шевченка — лауреати 1984 року
Державні премії УРСР імені Тараса Шевченка в галузі літератури, журналістики, мистецтва і архітектури 1984 року були присуджені спільною Постановою Центрального Комітету Компартії України і Ради Міністрів Української РСР № 90 від 21 лютого 1984 р. за поданням Комітету по Державних преміях Української РСР імені Т. Г. Шевченка.

## Список лауреатів
| Галузь                                                     | Лауреат | Обґрунтування |
| ---------------------------------------------------------- | --- | --- |
| Література                                                 | Вишеславський Леонід Миколайович | за збірку поезій «Близкая звезда». |
| Література                                                 | Сизоненко Олександр Олександрович | за роман-трилогію «Степ», «Була осінь», «Мета». |
| Журналістика і публіцистика                                | Яворівський Володимир Олександрович | за художньо-документальну повість «Вічні Кортеліси». |
| Образотворче мистецтво                                     | Скульптори: Вронський Макар Кіндратович Сухенко Віктор Васильович Архітектор: Федоров Євген Борисович | за пам'ятник Тарасові Шевченку в місті Шевченко Мангишлацької області Казахської РСР                                                                        |
| Образотворче мистецтво                                     | Шаталін Віктор Васильович | за цикл картин на історико-революційну, військово-патріотичну теми і твори про сучасників.                                                                  |
| Музика                                                     | Губаренко Віталій Сергійович | за балет «Камінний господар» за мотивами однойменної драми Лесі Українки (друга редакція), оперу «Пам'ятай мене».                                           |
| Оперно-театральне мистецтво                                | Ужвій Наталія Михайлівна | за виконання ролей у виставах останніх років на сцені Київського державного ордена Леніна академічного українського драматичного театру імені Івана Франка. |
| Концертно-виконавська діяльність                           | Кушніренко Андрій Миколайович — художньому керівникові і головному диригентові заслуженого Буковинського ансамблю пісні і танцю | за концертні програми І979-1983 років |
| Архітектура                                                | Архітектор, керівник авторського колективу: Штолько Валентин Григорович Архітектори, автори проекту: Грачова Алла Василівна Кабацький Олександр Олексійович Ральченко Володимир Іванович Інженер-конструктор, автор проекту: Слобода Володимир Костянтинович Будівельник: Любенко Ігор Петрович | за готельний комплекс «Градецький» у місті Чернігові. |
| За кращий твір літератури і мистецтва для дітей та юнацтва | Вінграновський Микола Степанович | за збірки творів для дітей «Літній ранок», «Літній вечір», «Ластівка біля вікна», «На добраніч».                                                            |